# Ruby O'Donnell
Pour les articles homonymes, voir Ruby et O'Donnell.
Ruby O'Donnell, née le 26 octobre 2000 à Warrington en Angleterre, est une actrice britannique.

## Biographie
Ruby O'Donnell est connue pour son rôle de Peri Lomax (en) dans la série télévisée Hollyoaks,.

## Filmographie
- 2014 : Tom's Life (mini-série) : Peri Lomax (4 épisodes)
- 2015 : Hollyoaks One Killer Week (série télévisée) : Peri Lomax
- 2013-2019 : Hollyoaks (série télévisée) : Peri Lomax (327 épisodes)